# Germán Silva
Germán Silva Martínez (Zacatlán, 9 januari 1968) is een Mexicaanse voormalige langeafstandsloper, die gespecialiseerd was in de marathon. Hij schreef verschillende grote marathons op zijn naam, zoals New York City Marathon (1994 en 1995). Ook vertegenwoordigde hij Mexico tweemaal op de Olympische Spelen.

## Biografie

### Jeugd en steeplechase
Hij groeide op in Tecomate (Veracruz). Hij begon zijn atletiekcarrière op de 3000 m steeplechase. Op deze discipline won hij brons bij de Ibero-Amerikaanse kampioenschappen in 1988 en goud bij de Centraal Amerikaanse en Caribische Spelen in 1990. In datzelfde jaar begon hij met het lopen van wegwedstrijden en won de Lilac Bloomsday Run. In 1991 werd hij zesde bij de Pan Amerikaanse Spelen in Havana.

### Olympisch debuut en zilver op WK halve marathon
Zijn olympisch debuut maakte hij in 1992 bij de Olympische Spelen van Barcelona. Hij kwam uit op de 10.000 m en eindigde hierbij op een zesde plaats met een tijd van 28.20,19. Op de wereldkampioenschappen atletiek 1993 in Stuttgart werd hij negende op ditzelfde onderdeel in 28.39,47. In 1994 nam hij deel aan het WK in Oslo. Hij won een zilveren medaille door in 1:00.28 te finishen en behaalde met zijn team een tweede plaats in het landen klassement. De 1:00.28 die hij daar liep, is nog steeds een Mexicaans record.

### Spectaculaire overwinning bij de NYCM
Silva toonde in 1994 blijk van zijn kunnen door de New York City Marathon te winnen in 2:11.21. Deze overwinning was spectaculair. Bij deze wedstrijd nam hij een verkeerde afslag, maar kon deze fout tijdig herstellen. Hij moest de laatste meters met een gemiddelde van 2:46 min/km lopen om in te lopen op zijn landgenoot en vriend Benjamin Paredes, die wel goed was gelopen. Hij bleef Paredes op de finish slechts twee seconden voor. Dit voorval leverde hem de bijnaam Wrong Way Silva op. In datzelfde jaar eindigde hij op een derde plaats bij de marathon van Londen.

### Andere prestaties
In 1995 werd hij dertiende op de 10.000 m bij het WK in Göteborg. Later dat jaar wist hij opnieuw de New York City Marathon op zijn naam te schrijven. Ditmaal kwam hij in 2:11.00 als eerste over de streep. In 1996 vertegenwoordigde hij zijn land op de marathon bij de Olympische Spelen van Atlanta. Hij werd zesde door in 2:14.29 te finishen.

### Nederland
In Nederland geniet hij met name bekendheid voor zijn overwinning bij de halve marathon van Egmond (1998). Dit was niet zijn enige deelname in Egmond. Zo werd hij in 1994 ook al eens derde en finishte hij in 1999 en 2000 buiten het podium.
In zijn actieve tijd was hij aangesloten bij Distrito Federal.

### Einde als topsporter
In 2001 zette hij een punt achter zijn topsportcarrière. Hij werd coach en traint onder meer de Mexicaanse atleten Madaí Pérez (marathonloopster met p.r. 2:22.59) en Juan Carlos Romero (10.000 meterloper met p.r. 27.47,46). Hiernaast bleef hij hardloopwedstrijden op recreatief niveau doen, zo nam hij ook in 2014 deel aan de marathon van Eindhoven. Ook begon hij met het doen van triatlons. Zo deed hij de Cozumel 2009 (hele triatlon in 10:44.44) en nam hij deel aan de Buffalo Springs (halve triatlon in 4:53.53). Hij is ook hoofdatletiektrainer in La Loma en trainingskamp op hoogte. In 2011 kreeg hij de Abebe Bikila Award uitgereikt voor zijn overwinning bij de New York City Marathon en het promoten van hardlopen in Mexico. In oktober 2014 kreeg hij de Prince of Asturias Award uitgereikt van koning Filipe in Spanje. Ook is hij opgenomen in de NYRR Hall of Fame.

## Persoonlijke records
| Onderdeel           | Prestatie    | Datum             | Plaats   |
| ------------------- | ------------ | ----------------- | -------- |
| 5000 m              | 13.26,11     | 10 juli 1993      | Oslo     |
| 10.000 m            | 27.46,52     | 15 juni 1992      | Montreal |
| halve marathon      | 1:00.28 (NR) | 24 september 1994 | Oslo     |
| marathon            | 2:08.56      | 20 april 1998     | Boston   |
| 3000 m steeplechase | 8.33,52      | 29 juni 1989      | Poznań   |

## Palmares

### 5000 m
- 1988:  Mount San Antonio College Relays in Walnut - 13.47,37

### 10.000 m
- 1990:  Mt San Antonio College Relays in Walnut - 28.02,03
- 1991:  Scaniaspelen in Sodertalje - 28.19,48
- 1992:  Endurance Classic Meet #2 in Montreal - 27.46,52
- 1992: 6e OS - 28.20,19 (series: 28.13,72)
- 1993: 5e DN Galan - 28.03,64
- 1993: 9e WK  28.39,47 (series: 28.22,16)
- 1995: 4e McGill International in Montreal - 28.02,7
- 1995: 13e WK - 27.55,34 (series: 27.49,07)
- 1997:  Canadese kamp. in Abbotsford - 28.14,29
- 1998: 4e Goodwill Games in Uniondale - 29.00,64

### 10 km
- 1990:  Azalea Trail Run in Mobile - 28.26
- 1990:  Old Reliable Run in Raleigh - 28.25
- 1991:  Red Lobster Classic in Orlando - 28.32
- 1992:  Arturo Barrios in Chula Vista - 28.36
- 1993:  Revco-Cleveland - 28.04
- 1993:  Feria Monterray in Monterrey - 29.50
- 1994:  RevCo-Cleveland - 28.46
- 1994:  Issy les Moulineaux Corrida -
- 1995:  Peachtree Road Race in Atlanta - 28.23
- 1997: 5e Boclassic International Silvesterlauf in Bolzano - 28.20
- 1998: 4e Beach to Beacon in Cape Elizabeth - 28.23
- 1998:  Arturo Barrios Invitational in Chula Vista - 28.43
- 2001: 5e CVS Cleveland - 28.49
- 2001:  Prominenten Loop in Voorthuizen - 29.08

### 15 km
- 1994:  São Silvestre in Sao Paulo - 44.22
- 1996: 4e Sao Silvestre in Sao Paulo - 45.13

### 10 Eng. mijl
- 1998:  Tilburg Ten Miles - 47.12

### halve marathon
- 1994:  halve marathon van Egmond - 1:04.56
- 1994:  WK in Oslo - 1:00.28
- 1995:  halve marathon van Tokio - 1:00.47
- 1998:  halve marathon van Egmond - 1:03.08
- 1999: 19e halve marathon van Egmond - 1:05.40
- 2000: 6e halve marathon van Egmond - 1:04.03
- 2001:  halve marathon van Monterrey - 1:02.18
- 2001: DNF WK in Bristol

### 30 km
- 1996:  Mexican Men's Olympic Marathon Trial - 1:34.29

### marathon
- 1994:  marathon van Londen - 2:09.18
- 1994:  marathon van New York - 2:11.21
- 1995:  marathon van New York - 2:11.00
- 1996: 11e marathon van Londen - 2:14.49
- 1996: 6e OS in Atlanta - 2:14.29
- 1997: 4e marathon van Boston - 2:11.21
- 1997: 5e marathon van New York - 2:10.19
- 1998: 6e marathon van Boston - 2:08.56
- 1998: 4e marathon van New York - 2:10.24
- 2000: 14e marathon van New York - 2:20.41

### 3000 m steeplechase
- 1988:  Ibero-Amerikaanse kamp. - 9.14,45
- 1990:  Centraal Amerikaanse en Caribische Spelen - 9.01,26
- 1991: 6e Pan-Amerikaanse Spelen - 8.51,16